# Theodor Poesche
Theodor Poesche, né le 23 mars 1825 à Zöschen, près de Mersebourg (province de Saxe), décédé le 27 décembre 1899 à Washington, est un anthropologue germano-américain, auteur d'une Contribution à l'anthropologie historique.
Étudiant en philosophie à l'université de Halle et révolutionnaire, il émigre en 1850 aux États-Unis. En 1853, il publie avec Charles Goepp The New Rome, or The United States of the World, ouvrage dans lequel il compare les États-Unis à l'Empire romain.
En 1878, il fait paraître Les Aryens : Une contribution à l'anthropologie historique. Se fondant sur les caractères physiques attribués aux populations indo-européennes (blondeur des cheveux, yeux bleus ou clairs, taille élevée, minceur des hanches, finesse des lèvres, proéminence du menton, dolicocéphalie) par le philologiste Ludwig Geiger, il en place l'origine dans les marais de Rokitno, en Russie occidentale, où l'albinisme était fréquent. De même, il affirme que la langue lituanienne est plus près de la langue-mère indo-européenne que le sanskrit lui-même,. Ajoutant aux arguments anthropologiques des arguments linguistiques et archéologiques Karl Penka élargira ce territoire à l'Allemagne du nord et à la Scandinavie méridionale en 1883 et 1886.

## Œuvres
- The New Rome, or The United States of the World (avec Charles Goepp), New York, 1853
- Die Arier : Ein Beitrag zur historischen Anthropologie, Iéna, 1878